# 상견례
상견례(相見禮)는 결혼을 앞둔 예비 부부의 양가 가족이 공식적으로 처음 만나 인사하고 혼인에 대한 의견을 나누는 자리이다. 이는 결혼 준비 과정에서 중요한 절차 중 하나로 여겨진다. 상견례는 예비 신랑, 신부가 양가 부모님께 혼인 승낙을 받고 앞으로의 혼인 절차를 의논하기 위해 만나는 공식적인 자리이다. 현대에는 자유 연애로 만나 결혼하는 경우가 많지만, 여전히 부모님의 허락과 축복 속에서 결혼하려는 인식이 보편적이며, 이 과정에서 상견례가 중요한 의미를 갖는다. 상견례를 통해 양가 가족은 서로의 분위기나 가풍 등을 파악할 수 있다. 상견례는 보통 식사를 겸하며 진행된다. 장소는 양가의 중간 위치나 한쪽의 연배가 높은 쪽을 배려하여 정하는 것이 일반적이다. 조용하고 대화하기 좋은 분위기의 한정식집, 호텔 레스토랑, 고급 일식당, 중식당 등이 선호된다. 상견례 시간은 보통 2시간 정도가 적절하며, 주말 점심 시간이 선호된다. 상견례 준비 시에는 날짜와 장소 정하기, 참석 인원 확인, 옷차림 준비, 선물 준비, 대화 주제 미리 생각하기, 당일 동선 계획, 비용 부담 방식 등을 고려해야 한다. 상견례 당일에는 약속 시간보다 10~15분 정도 일찍 도착하는 것이 예의이다. 자리 배치는 출입문에서 떨어진 안쪽이 상석이며, 양가 부모님이 상석에 앉고 그 옆에 예비 부부가 앉는 것이 일반적이다. 옷차림은 단정하고 예의를 갖춘 복장이 좋다. 예비 신부는 화사한 색상의 치마 정장이나 원피스를, 예비 신랑은 정장을 입는 경우가 많다. 양가 부모님도 격식 있는 정장이나 한복을 갖춰 입기도 한다. 너무 화려하거나 과도한 장신구는 피하는 것이 좋다. 상견례에서의 대화는 가족 소개, 날씨나 오는 길에 대한 가벼운 인사, 예비 부부의 어린 시절 이야기나 연애담 등 자연스럽고 긍정적인 주제가 좋다. 상대방 자녀에 대한 칭찬이나 공통 관심사를 찾는 것도 분위기를 좋게 만든다. 반면, 학력, 재산, 집안 형편, 결혼 비용, 예물, 예단 등 민감하거나 금전적인 이야기는 피하는 것이 좋다. 정치, 종교 등 논쟁의 여지가 있는 주제나 과거 연애 이야기, 타인에 대한 험담도 삼가야 한다. 어른이 먼저 수저를 든 후에 식사를 시작하고, 숟가락과 젓가락을 한 손에 같이 쥐거나 양손으로 식사하지 않도록 주의한다. 음식을 먹을 때 소리를 내거나 입안의 음식을 보이지 않도록 하는 것이 기본 예절이다. 공동으로 먹는 음식이 있을 경우 자신이 쓰던 수저로 바로 먹기보다는 덜어 먹는 것이 좋다. 상견례 선물은 필수는 아니지만, 감사의 마음을 표현하기 위해 간단한 선물을 준비하기도 한다. 과일바구니, 떡, 한과, 건강식품, 차 세트, 수저 세트 등이 선호된다. 과도하게 값비싼 선물보다는 정성이 담긴 선물이 좋다. 상견례 비용은 식사 장소와 인원에 따라 다르지만, 1인당 5만원에서 10만원 미만을 지출하는 경우가 많다. 보통 손님을 맞이하는 측에서 부담하거나, 양가 합의하에 정하거나, 예비 부부가 부담하기도 한다. 상견례 후에는 양가에 잘 도착했는지 연락드리고, 다음 결혼 준비 일정에 대해 논의하는 것이 좋다.